# Aenictus feae
Aenictus feae é uma espécie de formiga do gênero Aenictus.